# Gérard Jugnot
Gérard Jugnot (* 4. května 1951 Paříž) je francouzský herec, režisér a producent.

## Životopis
Studoval na Lycée Pasteur v Neuilly-sur-Seine, kde byli jeho spolužáky Christian Clavier, Thierry Lhermitte a Michel Blanc, s nimiž se věnoval amatérskému divadlu a filmování. V roce 1974 založili ve 4. pařížském obvodu klubové divadlo Le Splendid. Téhož roku hrál ve filmu Bertranda Bliera Buzíci. Vynikl zejména v komediálních rolích jako představitel „obyčejného Francouze“. Patrice Leconte ho obsadil do úspěšné série Dovolená po francouzsku, hrál také ve filmech Žádný problém, Hračka, Sedmá rota za úplňku, Rána deštníkem nebo Prachy v prachu. Ve filmu Slavíci v kleci ztvárnil hlavní roli vedoucího pěveckého sboru tvořeného mladistvými delikventy.
V roce 1984 debutoval jako režisér filmem Pinot simple flic, úspěch u kritiky mělo drama z druhé světové války Pan Batignole, které natočil v roce 2002 podle vlastního scénáře. Čtyřikrát byl nominován na cenu César pro nejlepšího herce. V roce 2004 převzal Řád čestné legie.
Jeho synem je herec Arthur Jugnot.